# 雷以動
雷以動（?—?），湖北省荊州府松滋縣人，清朝政治人物、進士出身。
光緒二十一年（1895年），参加光緒乙未科殿試，登進士二甲86名。同年五月，改翰林院庶吉士。光緒二十四年四月，散館，著以部属用。
辛亥革命后续任慈利县知县。